# لی سه یونگ
این یک نام کره‌ای است؛ نام خانوادگی لی است.
لی سه‌یونگ (کره‌ای: 이세영؛ زادهٔ ۲۰ دسامبر ۱۹۹۲) بازیگر اهل کره جنوبی است. او بیشتر بخاطر بازی در مجموعه‌های تلویزیونی دلقک تاجدار (۲۰۱۹)، دکتر جان (۲۰۱۹)، سرآستین قرمز (۲۰۲۱) و کافه حقوق (۲۰۲۲) شناخته شده است

## فیلم‌شناسی

### فیلم
| سال  | عنوان                | نقش                     | توضیحات      | منابع |
| ---- | -------------------- | ----------------------- | ------------ | ----- |
| ۲۰۰۴ | رقص تنهایی           | یونگ هی                 |              | [ ۲ ] |
| ۲۰۰۴ | وقتی نه ساله شدم     | جانگ وو ریم             |              |       |
| ۲۰۰۴ | رقبای دوست داشتنی    | گو می نام               |              |       |
| ۲۰۰۵ | همه برای عشق         | جاسمین، بازیگر زن مشتاق | حضور افتخاری |       |
| ۲۰۰۷ | سال‌های شگفت‌انگیز     | سو آه                   |              |       |
| ۲۰۱۲ | همه چیز درباره همسرم | استاکر جانگ سونگ کی     | حضور افتخاری |       |
| ۲۰۱۲ | Grape Candy          | مشتری بانک              | حضور افتخاری | [ ۳ ] |
| ۲۰۱۳ | داستان‌های ترسناک ۲   | سه یونگ                 | بخش: ۴۴۴     |       |
| ۲۰۱۴ | جوانان خون‌گرم        | سوهی                    |              |       |
| ۲۰۱۸ | شهر اردک             | هی جونگ                 |              |       |
| ۲۰۲۰ | هتل دریاچه           | یو می                   |              |       |
| ۲۰۲۲ | حس و حال سئول        | کارمند سینما            | حضور افتخاری | [ ۴ ] |

### مجموعه تلویزیونی
| سال  | عنوان                                             | نقش                                | توضیحات                 | منابع         |
| ---- | ------------------------------------------------- | ---------------------------------- | ----------------------- | ------------- |
| ۱۹۹۷ | رودخانهٔ شیطان                                     |                                    |                         |               |
| ۱۹۹۸ | مسیر سلسلهٔ بزرگ                                   | پرنسس چونگسون                      |                         |               |
| ۱۹۹۸ | دختران مادر من                                    |                                    |                         |               |
| ۱۹۹۹ | ما واقعا عاشق بودیم؟                              | کودکی کانگ جه یونگ                 |                         |               |
| ۱۹۹۹ | وعده                                              |                                    |                         |               |
| ۱۹۹۹ | بهترین یکشنبه – 위험한 자장가                     | ایم جا مین                         |                         |               |
| ۲۰۰۰ | بهترین تئأتر ام‌بی‌سی – 송이야 놀자                 | کانگ سونگ یی                       |                         |               |
| ۲۰۰۰ | بهترین تئأتر ام‌بی‌سی –그, 그녀에게 버림받다        |                                    |                         |               |
| ۲۰۰۰ | شاهزاده‌های احمق                                   | یو سات بیول                        |                         |               |
| ۲۰۰۱ | می‌خواهم چهره‌ات را ببینم                           | لی سو دام                          |                         |               |
| ۲۰۰۲ | حاضر                                              | کیم دا هی                          |                         | [ ۵ ]         |
| ۲۰۰۲ | TV로 보는 원작동화 "رابینسون کروزوئه در کلاس درس" | لی هه جونگ                         |                         |               |
| ۲۰۰۲ | عشق من پاتزی                                      | کودکی یانگ سونگ یی                 |                         |               |
| ۲۰۰۲ | خدمتکار آشپزخانه                                  |                                    |                         |               |
| ۲۰۰۳ | پرنسس کشور                                        | کودکی لی اون هی                    |                         |               |
| ۲۰۰۳ | سرزمین شراب                                       | کودکی لی سون هی                    |                         |               |
| ۲۰۰۳ | درام سیتی "ملکهٔ دیسکو"                            | کانگ سو جی                         |                         |               |
| ۲۰۰۳ | مری گوراند                                        | کودکی سانگ اون کیو                 |                         |               |
| ۲۰۰۳ | جواهری در قصر                                     | کودکی چوی گیومیونگ                 |                         | [ ۶ ]         |
| ۲۰۰۴ | پکن عشق من                                        | جانگ نا را                         |                         |               |
| ۲۰۰۵ | HDTV LiteratureSonaki"                            | دختر                               |                         | [ ۷ ]         |
| ۲۰۰۵ | دوباره مجردی                                      | لی سو جین                          |                         |               |
| ۲۰۰۵ | خواهران دریا                                      | جوانی سونگ چون هی                  |                         | [ ۸ ]         |
| ۲۰۰۶ | لگد زدن                                           | لی سه یونگ                         | حضور افتخاری (قسمت ۱۴۳) | [ ۹ ]         |
| ۲۰۰۸ | Kokkiri (Elephant)                                | گوک سه یونگ                        |                         | [ ۱۰ ]        |
| ۲۰۱۱ | درام ویژه – تیم کشتی زنان یونگ‌دوک                 | چا بونگ هی                         |                         | [ ۱۱ ]        |
| ۲۰۱۱ | پسر سبزی‌فروش                                      | هان ته این                         |                         | [ ۱۲ ]        |
| ۲۰۱۲ | رؤیای فرمانروای بزرگ                              | چون گوان نیو                       |                         | [ ۱۳ ] [ ۱۴ ] |
| ۲۰۱۲ | دلم برات تنگ شده                                  | هان آروم                           |                         |               |
| ۲۰۱۳ | الهه ازدواج                                       | نو مین جونگ                        |                         |               |
| ۲۰۱۳ | آواز جوانی                                        | یانگ آ روم                         |                         |               |
| ۲۰۱۳ | جشنوارهٔ درام – قتل هانولجا                        | می سو                              |                         | [ ۱۵ ]        |
| ۲۰۱۴ | عاشقان موسیقی                                     | پارک سو این                        |                         |               |
| ۲۰۱۶ | کارآگاه خون‌آشام                                   | هان گو وول                         |                         |               |
| ۲۰۱۶ | آقایان مغازه خیاطی ولگیسو                         | مین هو مون                         |                         |               |
| ۲۰۱۷ | بهترین ضربه                                       | چوی وو سونگ                        |                         |               |
| ۲۰۱۷ | ادیسه کره‌ای                                       | جین بو جا / جونگ سه را / آه سا نیو |                         |               |
| ۲۰۱۹ | دلقک تاجدار                                       | ملکه یو                            |                         |               |
| ۲۰۱۹ | دکتر جان                                          | کانگ شی یونگ                       |                         |               |
| ۲۰۲۰ | مموریست                                           | هان سون می                         |                         |               |
| ۲۰۲۰ | کایروس                                            | هان ئه ری                          |                         | [ ۱۶ ]        |
| ۲۰۲۱ | سرآستین قرمز                                      | سونگ دوک ایم                       |                         | [ ۱۷ ]        |
| ۲۰۲۲ | کافه حقوق                                         | کیم یو ری                          |                         | [ ۱۸ ]        |
| ۲۰۲۳ | داستان قرارداد ازدواج پارک                        | پارک یون وو                        |                         | [ ۱۹ ]        |